# The Emancipation of Mimi
《The Emancipation of Mimi》는 미국의 가수 머라이어 캐리의 열 번째 정규 앨범으로, 2005년 4월 12일 아일랜드 레코드를 통해 미국에서 발매되었다. 이 앨범은 평단으로부터 캐리의 "컴백 앨범"으로 평가받았으며, 그녀가 미국에서 10년 만에 가장 높은 판매고를 기록한 작품이 되었다. 앨범 작업은 2004년 동안 진행되었고, 캐리는 저메인 듀프리, 스눕 독, 칸예 웨스트, 트위스타, 넬리, 퍼렐 윌리엄스, 제임스 "빅 짐" 라이트 등 다양한 작곡가 및 프로듀서와 협업했으며, 이들 중 다수는 트랙에 피처링 아티스트로도 참여했다.
캐리는 앨범 제목에 자신의 별명 ‘미미(Mimi)’를 사용함으로써, 개인적인 면모를 드러냈으며 이는 그녀의 개인적·상업적 시련으로부터의 해방이라는 앨범의 선언적인 주제에서도 드러난다. 이전 작품들과 유사한 보컬 프로덕션과 특유의 발라드 지향적인 경향을 보이는 동시에, 축제적인 분위기에 맞춰 댄스 지향적이고 업템포 스타일의 곡들도 수록되어 있다. 《The Emancipation of Mimi》는 평론가들로부터 제작과 캐리의 보컬 퍼포먼스, 독립성과 해방감을 주제로 한 표현에 대해 호평받았으며, ‘파티 앨범’이라 불리기도 했다.
이 앨범은 제48회 그래미 어워드에서 올해의 앨범을 포함해 총 여덟 부문 후보에 올랐으며, 최우수 컨템퍼러리 알앤비 앨범을 포함한 세 개 부문에서 수상했다. 미국에서는 40만 4천 장 이상의 초동 판매량을 기록하며 《Butterfly》 이후 처음으로 《빌보드》 200 1위에 올랐고, 2005년 미국 내 연간 최다 판매 앨범이 되었다. 해외에서도 그리스에서 1위를 기록했고, 캐나다, 덴마크, 프랑스, 일본 등 여러 나라에서 톱 5에 진입했으며, 2005년 전 세계에서 두 번째로 많이 팔린 앨범이 되었다. 《The Emancipation of Mimi》는 전 세계적으로 1,000만 장 이상의 판매고를 올리며 21세기를 대표하는 베스트셀러 중 하나로 평가받는다. 〈It's Like That〉은 여러 국가에서 톱 20에 진입하며 오랜만에 캐리의 상위권 히트곡이 되었고, 〈We Belong Together〉는 미국에서 14주 연속 1위를 차지하며 《빌보드》로부터 ‘10년의 노래’로 선정되었다. 이 곡은 오스트레일리아 1위, 영국과 뉴질랜드 2위, 유럽 다수 국가에서 톱 5를 기록했다. 캐리는 이 앨범의 홍보를 위해 2006년 7월 22일부터 10월 28일까지 자신의 여섯 번째 콘서트 투어 The Adventures of Mimi를 진행했다.
《The Emancipation of Mimi》는 캐리의 커리어를 부활시킨 앨범으로 널리 평가되며, 팝 스타의 성공적인 컴백이란 개념을 재정의한 작품으로 손꼽힌다. 이후 평론가들은 이 앨범을 그녀의 가장 강력한 작품 중 하나로 재평가하며, 캐리의 알앤비 정체성과 디바적 캐릭터를 자신 있게 수용한 점을 높이 평가했다. 2025년, 이 앨범의 발매 20주년을 맞아 음악적·개인적 측면 모두에서 캐리의 커리어에 끼친 영향이 다시 조명되었다.

## 곡 목록
| #            | 제목                                                 | 작사 | 작곡 | 편곡                                             | 재생 시간 |
| ------------ | ---------------------------------------------------- | --- | --- | ------------------------------------------------ | --------- |
| 1.           | 〈It's Like That〉 (ft. 저메인 듀프리 · 팻맨 스쿠프) | 머라이어 캐리 저메인 듀프리 매뉴엘 씰 존타 어스틴                                                                            | 머라이어 캐리 저메인 듀프리 매뉴엘 씰 존타 어스틴                                                                            | 머라이어 캐리 저메인 듀프리 매뉴엘 씰            | 3:23      |
| 2.           | 〈We Belong Together〉                               | 머라이어 캐리 저메인 듀프리 매뉴엘 씰 존타 어스틴 다넬 브리스톨 베이비페이스 시드니 드웨인 바비 워맥 패트릭 모텐 산드라 설리 | 머라이어 캐리 저메인 듀프리 매뉴엘 씰 존타 어스틴 다넬 브리스톨 베이비페이스 시드니 드웨인 바비 워맥 패트릭 모텐 산드라 설리 | 머라이어 캐리 저메인 듀프리 매뉴엘 씰            | 3:21      |
| 3.           | 〈Shake It Off〉                                     | 머라이어 캐리 저메인 듀프리 브라이언 마이클 콕스 존타 어스틴                                                                 | 머라이어 캐리 저메인 듀프리 브라이언 마이클 콕스 존타 어스틴                                                                 | 머라이어 캐리 저메인 듀프리 브라이언 마이클 콕스 | 3:52      |
| 4.           | 〈Mine Again〉                                       | 머라이어 캐리 제임스 포이서                                                                                                  | 머라이어 캐리 제임스 포이서                                                                                                  | 머라이어 캐리 제임스 포이서                      | 4:01      |
| 5.           | 〈Say Somethin'〉 (ft. 스눕 독)                      | 머라이어 캐리 퍼렐 윌리엄스 채드 휴고 스눕 독                                                                                | 머라이어 캐리 퍼렐 윌리엄스 채드 휴고 스눕 독                                                                                | 퍼렐 윌리엄스 채드 휴고                          | 3:44      |
| 6.           | 〈Stay The Night〉                                   | 머라이어 캐리 카니예 웨스트 톰 벨 린다 크리드                                                                                | 머라이어 캐리 카니예 웨스트 톰 벨 린다 크리드                                                                                | 머라이어 캐리 카니예 웨스트                      | 3:57      |
| 7.           | 〈Get Your Number〉 (ft. 저메인 듀프리)              | 머라이어 캐리 저메인 듀프리 제임스 필립스 브라이언 마이클 콕스 존타 어스틴 스티브 졸리 토니 스웨인 레슬리 존 애슐리 잉그램   | 머라이어 캐리 저메인 듀프리 제임스 필립스 브라이언 마이클 콕스 존타 어스틴 스티브 졸리 토니 스웨인 레슬리 존 애슐리 잉그램   | 머라이어 캐리 저메인 듀프리 제임스 필립스        | 3:15      |
| 8.           | 〈One And Only〉 (ft. 트위스타)                      | 머라이어 캐리 사무엘 린들리 트위스타                                                                                         | 머라이어 캐리 사무엘 린들리 트위스타                                                                                         | 머라이어 캐리 사무엘 린들리                      | 3:14      |
| 9.           | 〈Circles〉                                          | 머라이어 캐리 제임스 라이트                                                                                                  | 머라이어 캐리 제임스 라이트                                                                                                  | 머라이어 캐리 제임스 라이트                      | 3:30      |
| 10.          | 〈Your Girl〉                                        | 머라이어 캐리 마크 셰머 | 머라이어 캐리 마크 셰머 | 머라이어 캐리 마크 셰머                          | 2:46      |
| 11.          | 〈I Wish You Knew〉                                  | 머라이어 캐리 제임스 라이트                                                                                                  | 머라이어 캐리 제임스 라이트                                                                                                  | 머라이어 캐리 제임스 라이트                      | 3:34      |
| 12.          | 〈To The Floor〉 (ft. 넬리)                          | 머라이어 캐리 퍼렐 윌리엄스 채드 휴고 넬리                                                                                   | 머라이어 캐리 퍼렐 윌리엄스 채드 휴고 넬리                                                                                   | 퍼렐 윌리엄스 채드 휴고                          | 3:27      |
| 13.          | 〈Joy Ride〉                                         | 머라이어 캐리 제프리 그리어                                                                                                  | 머라이어 캐리 제프리 그리어                                                                                                  | 머라이어 캐리 제프리 그리어                      | 4:03      |
| 14.          | 〈Fly Like A Bird〉                                  | 머라이어 캐리 제임스 라이트                                                                                                  | 머라이어 캐리 제임스 라이트                                                                                                  | 머라이어 캐리 제임스 라이트                      | 3:52      |
| 총 재생 시간 | 총 재생 시간                                         | 총 재생 시간 | 총 재생 시간 | 총 재생 시간                                     | 50:10     |

## 차트
| 전문가 평가         | 전문가 평가 |
| 총 점수             | 총 점수     |
| 출처                | 점수        |
| ------------------- | ----------- |
| 메타크리틱          | 64 / 100    |
| 평가 점수           |             |
| 출처                | 점수        |
| 올뮤직              | 3/별        |
| 빌보드              | 호의적      |
| 엔터테인먼트 위클리 | B           |
| 가디언              | 4/별        |
| 로스앤젤레스 타임스 | 2/별        |
| 뉴욕 타임스         | 호의적      |
| 롤링 스톤           | 2.5/별      |
| 스타일러스          | B-          |
| 슬랜트 매거진       | 3.5/별      |
| USA 투데이          | 3.5/별      |

### 주간 차트
| 차트                    | 최고순위 |
| ----------------------- | -------- |
| 미국 (빌보드 200)       | 1        |
| 일본 (오리콘 앨범 차트) | 2        |

### 연간 차트
| 차트              | 최고순위 |
| ----------------- | -------- |
| 미국 (빌보드 200) | 4        |

### 2000년대 차트
| 차트              | 최고순위 |
| ----------------- | -------- |
| 미국 (빌보드 200) | 27       |

### 전체 차트
| 차트              | 최고순위 |
| ----------------- | -------- |
| 미국 (빌보드 200) | 52       |

## 같이 보기
- 연도별 미국에서 가장 많이 팔린 음반 목록